# Batalla de Tacines
La batalla de Tacines fue un enfrentamiento armado entre las tropas patriotas de Cundinamarca al mando del general Antonio Nariño y las tropas realistas asentadas en la ciudad de San Juan de Pasto y que eran comandadas por Melchor Aymerich. Tuvo lugar el 9 de mayo de 1814 como parte de la campaña de Nariño en el sur, episodio de la guerra de Independencia de Colombia: La batalla de Tacines terminó con la derrota de los realistas que se retiraron hacia Pasto, aunque horas más tarde Aymerich huyó de la ciudad, dejando el camino abierto para los patriotas hacia la localidad la cual creyeron derrotada.

## Antecedentes
En la batalla anterior los españoles marcharon hacia Tacines después de ser vencidos en el Alto de Cebollas por Nariño. De los tres caminos que conducen a Pasto se eligió el de Tacines, es decir por el centro, en este los patriotas marcharon en un terreno muy difícil y con condiciones precarias de un ejército regular siendo atacados constantamente por guerrillas locales. Las malas condiciones motivaron a algunos oficiales a preferir retirarse a Popayán. Sabiendo esto Nariño convocó a una reunión en Chacapamba donde desprestigió a los oficiales que no confiaron en el triunfo y aconsejaban la retirada, degradándolos a soldados rasos y declarándolos cobardes. Mientras tanto los realistas esperaban en el cerro de Tacines para contener la entrada hacia Pasto.

## Desarrollo
Los realistas se ubicaron en la altura, alineados y bien parapeteados, con la artillería funcionando constantemente. La lucha comenzó mal para las tropas de Nariño, pues su ejército perdió siete oficiales y alrededor de un centenar de soldados. Luego de un heroico esfuerzo de Nariño a la cabeza del ejército, increpándole a los soldados que lo sigan a coronar la cumbre, tras lo cual sus soldados recuperaron el ímpetu mientras la caballería patriota atacó el flanco derecho de las tropas realistas, que tras esto huyeron con Aymerich, si bien sufrieron solamente las pérdidas de un oficial y no superior cantidad de soldados. Se ordenó la persecución a los realistas la cual no pudo seguir debido a una tormenta.

## Consecuencias
Después de la huida de los españoles hacia Pasto, el camino a dicha ciudad quedó definitivamente abierto para los patriotas. Nariño envió un espía para conocer la situación del enemigo, quien le informó que Aymerich se fue de la ciudad por el camino que conduce a Quito. Nariño ordenó la movilización de tropas en la misma noche, con la certeza de que tomaría la ciudad y lograría reabastecerse de los recursos necesarios. Acompañado por su hijo, el coronel Antonio Nariño Ortega, se dirigió a la ejidos de Pasto, a donde llegaron poco antes del amanecer.